# Вознесенка (Белебеевский район)
Вознесенка — упразднённая в 1984 году деревня Ермолкинского сельсовета  Белебеевского района БАССР.

## География
Находился на возвышенности, у  речки, вблизи с. Михайловка

### Географическое положение
Расстояние до:
- районного центра (Белебей): 32 км,
- центра сельсовета (Малоалександровка): 8 км,
- ближайшей ж/д станции (Белебей): 32 км.

## История
В 1969 году входил в  Малоалександровский сельсовет.
Указ Президиума ВС Башкирской АССР от 31.08.1984 N 6-2/236 «Об исключении некоторых населенных пунктов Белебеевского района из учетных данных административно-территориального устройства Башкирской АССР» гласил:

Президиум Верховного Совета Башкирской АССР постановляет: 

В связи с переселением жителей в другие населенные пункты исключить из учетных данных административно-территориального устройства Башкирской АССР:
д. Вознесенка Ермолкинского сельсовета;
п. участка горместпрома Ермолкинского сельсовета;
д. Крыкнарат Рассветовского сельсовета. 

Председатель 

Президиума Верховного Совета 

Башкирской АССР 

Ф.СУЛТАНОВ

Уфа, 31 августа 1984 года 

N 6-2/236— http://www.volganews.info/oblast5/terraan/ip-ksgqiz4.htm

## Население
На 1 января 1969 года проживали 92 человека; преимущественно чуваши.